# Isotoma fluviatilis
Isotoma fluviatilis är en klockväxtart som först beskrevs av Robert Brown, och fick sitt nu gällande namn av Ferdinand von Mueller och George Bentham. Isotoma fluviatilis ingår i släktet Isotoma och familjen klockväxter.

## Underarter
Arten delas in i följande underarter:
- I. f. australis
- I. f. borealis
- I. f. fluviatilis

## Bildgalleri

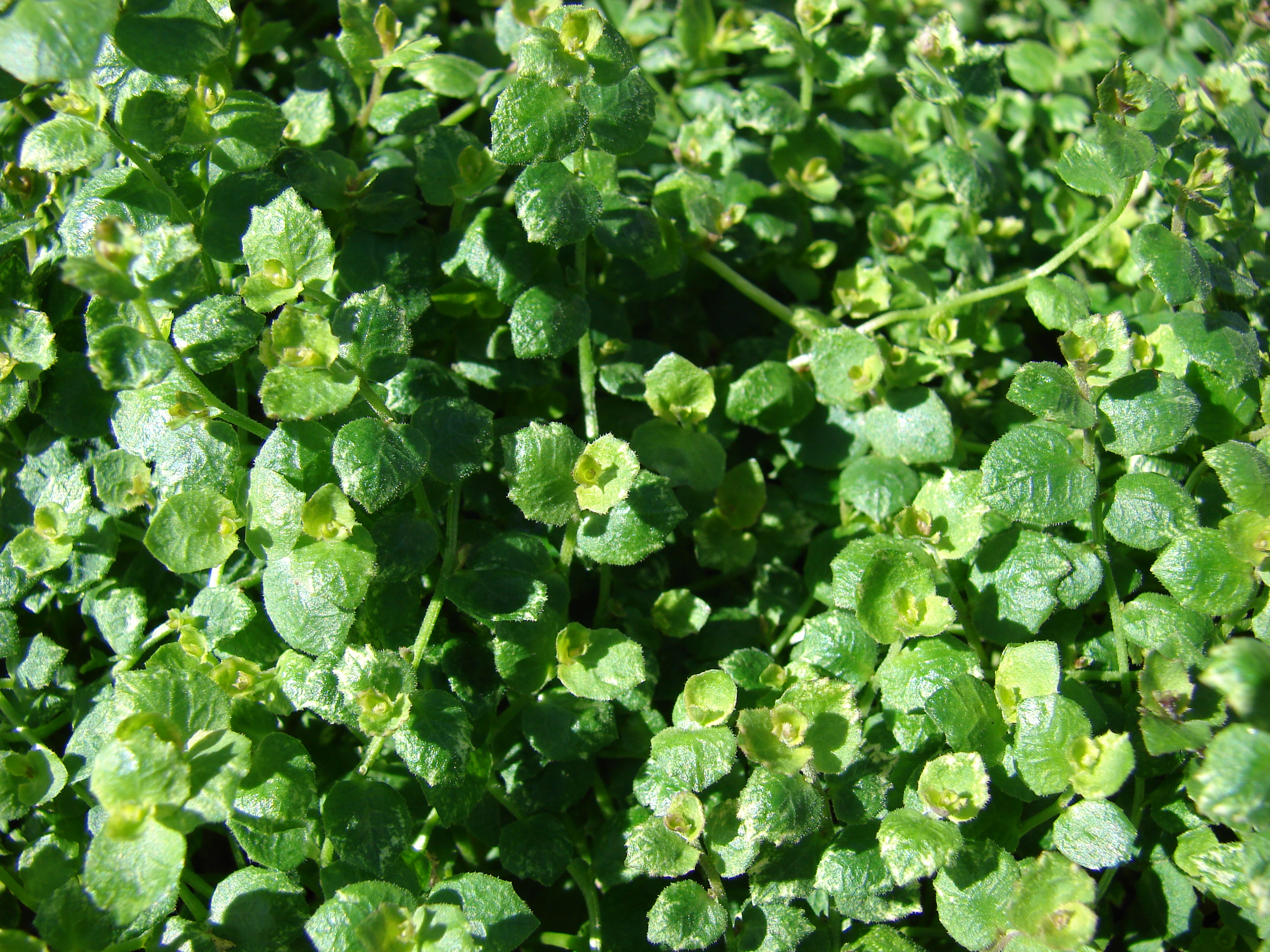
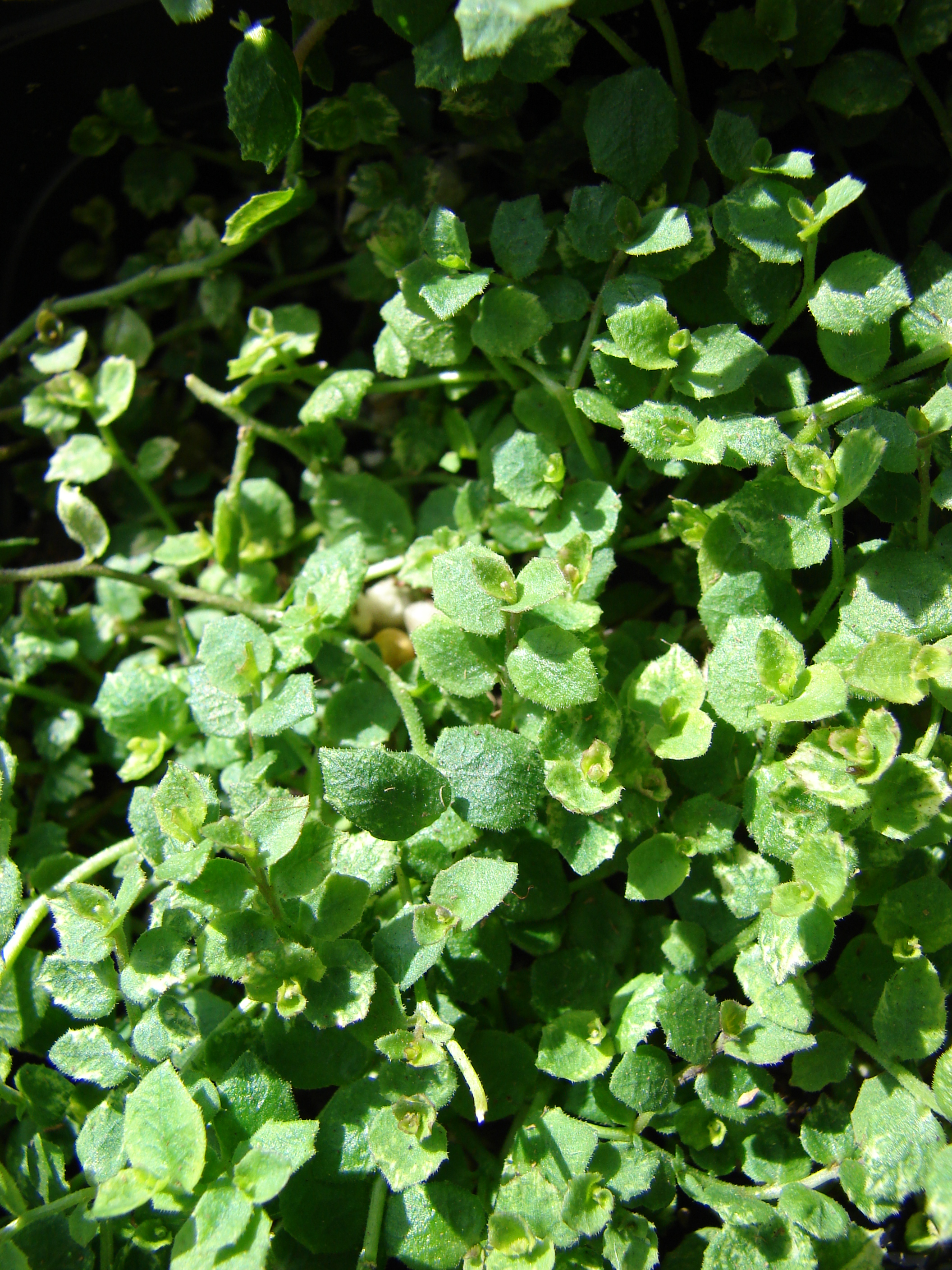
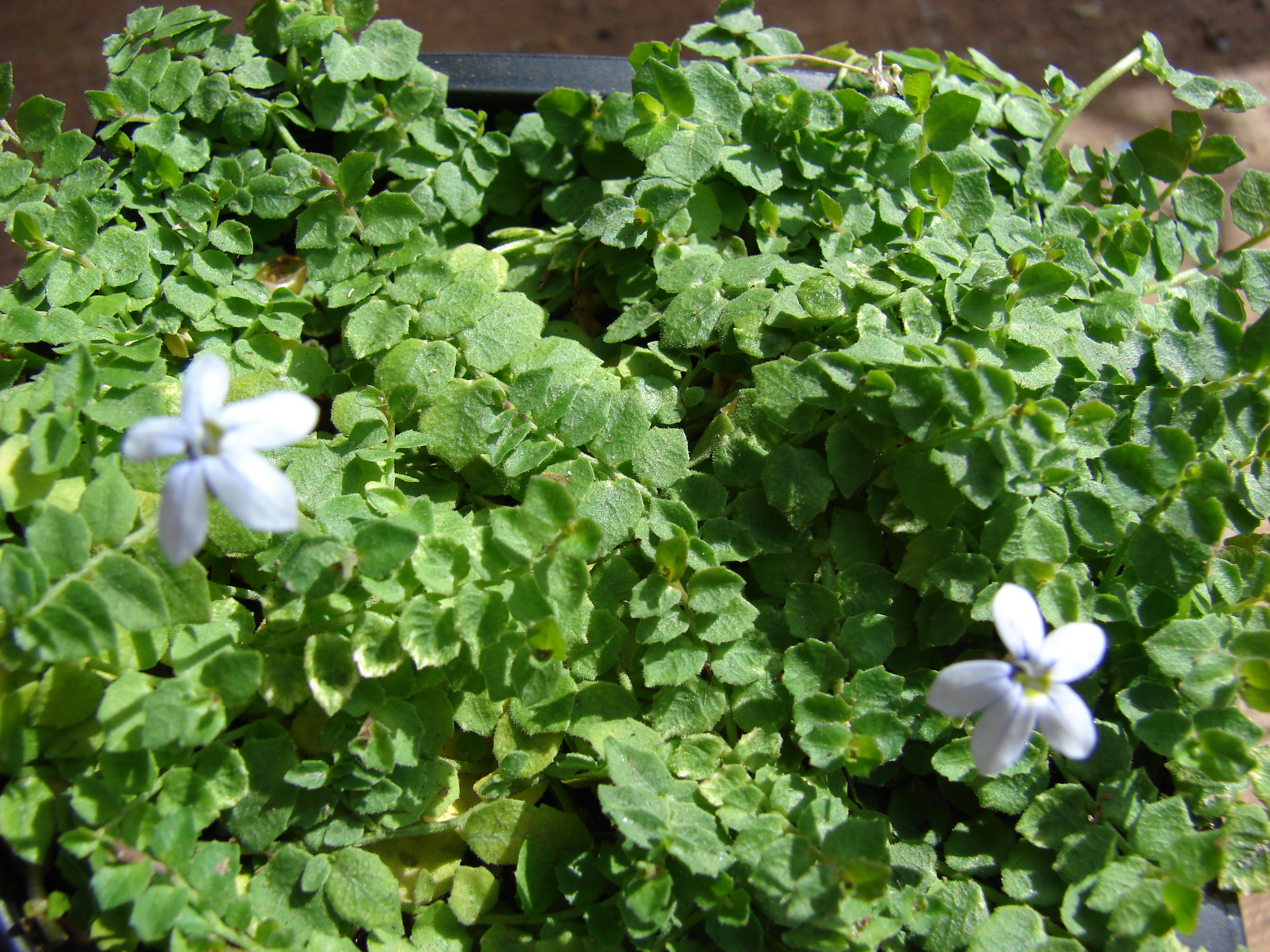
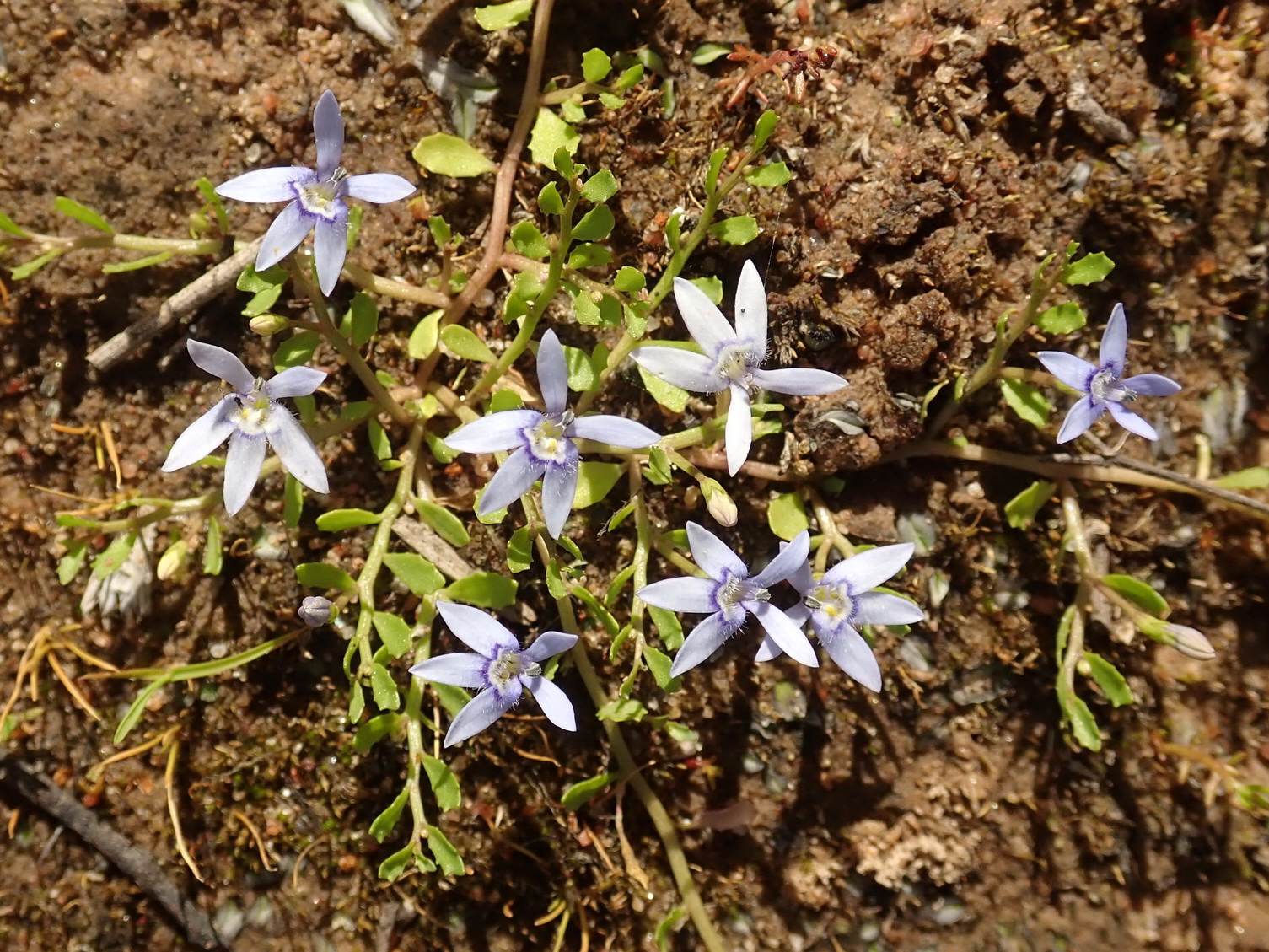